# Karmelitinnenkloster Carros
Das Karmelitinnenkloster Carros ist ein Kloster der Karmelitinnen ursprünglich in Narbonne und Grasse, seit 1971 in Carros, Département Alpes-Maritimes, im Bistum Nizza in Frankreich.

## Geschichte
1620 wurde in Narbonne (Rue Michelet) ein Karmelitinnenkonvent gegründet und 1794 vertrieben. 1866 kam es zur Wiederbesiedelung von Narbonne. 1921 gründeten Nonnen von Narbonne das Karmelitinnenkloster Le Pâquier in der Schweiz. 1936 wurde das Karmelitinnenkloster Narbonne nach Grasse verlegt und von dort 1971 in neue Gebäude nach Carros bei Nizza (Adresse: 746, Chemin du Goubet, Carros-Village). Der Konvent besteht derzeit aus 11 Schwestern. Er steht unter dem Patrozinium des heiligen Josef von Nazareth und der heiligen Therese von Lisieux.